# 夷隅軌道
夷隅軌道（いすみきどう）は、かつて千葉県夷隅郡大原町（現・いすみ市）と大多喜町を結んでいた鉄道路線、およびその経営会社である。開業以降、千葉県営→佐々木保蔵→佐々木保蔵・長島金夫→長島金夫→夷隅軌道と経営名義が変更されているが、それぞれの時代についても本記事で記述する。
なお、千葉県営時代については、千葉県営人車、千葉県営大原・大多喜人車軌道線、千葉県営大原大多喜間人車鉄道、千葉県営軌道大多喜線などといった様々な名称で呼ばれるが、本記事では『千葉県統計書 大正4年』などに基づき、千葉県営大原大多喜人車軌道と表記する。

## 歴史
1908年（明治41年）に千葉県知事に就任した有吉忠一は、1909年（明治42年）に庁南茂原間人車軌道を開業させたほか、1910年（明治43年）には千葉県営鉄道多古線・野田線の建設を計画（開業はともに1911年（明治44年））するなど、県主導での鉄道整備をとなえていた。一方、夷隅郡の郡役所が置かれており、この地方の政治的中心地であった大多喜町には鉄道路線が通っておらず、1899年（明治32年）に房総鉄道（現・外房線）の駅が開業した大原町との間での交通量が増大していた。このことから、1910年に大多喜町視察を行なった有吉は大原・大多喜間の軽便鉄道の敷設に内諾を与える。しかし、同年6月に新知事に就任した告森良は「地形の関係上鉄橋多く多大の工費を要するため、軽便鉄道の敷設は県の財政上到底之を許さず、然れど町民の熱望を考慮し、人車なら敷設せん」として、計画を人車軌道に切り換える。こうして1912年（大正元年）12月15日、千葉県営大原大多喜人車軌道は開業した。大原-大多喜間の所要時間は約2時間30分、運賃は20銭程度であったと推測されている。なお、建設費は県債でまかなっており、これは沿線の住民が引き受けた。起債額は153,000円と記録されている。
しかし、開業してみると、営業成績は決して良いものではなかった。たとえば、1914年（大正3年）の輸送人員は27,251人、貨物量は1,963トンであったが、同年に庁南茂原間人車軌道はそれぞれ37,398人、18,210,700斤（約10,920トン）を記録している。この理由としては、人が普通に歩くよりも遅いほどのスピードであったことや、人車が重くなることを嫌って乗車拒否をする押し夫が一部にいたことなどが指摘されている。このような状態であったため、軌道は初年度から2,782円の欠損を計上し、その後は運賃値上げ（1918年（大正7年）の時点で全線乗車時の運賃は46銭になっていた）などの策を講じるも毎年欠損が続いた。また、夷隅川に架かる増田橋が豪雨により流出、第一次世界大戦後のインフレによる営業費用の増大などといった事態も発生し、県も軌道の維持を負担に感じるようになってきていた。
このような中、1919年（大正8年）11月に、東京市本郷区の佐々木保蔵が払い下げを申請。県もこれを認め、軌道譲渡が県会の承認を受けるまでの間は一時的に佐々木へ無料で貸し付けることを決定。こうして、1920年（大正9年）4月1日から佐々木保蔵の個人経営による軌道として運営が始まった。
ここに至って、沿線町村からも佐々木に対抗して払い下げの申請が出たが、当時知事であった折原巳一郎はこれを「当局が前々から研究している場合には何等希望を申出でず、いざ一定の人に払い下げようという段階になって出願する始末で、それでは少し遅すぎた態度といわれねばならない」と批判する。ただし、同時に「できうるものならこの出願者と共同して仕事がすすめられるなら、さらに結構であろう」と提案もしており、これを受けて佐々木は、県営時代の主な荷主であった大原運輸倉庫社長の長島金夫（後に大原町長）と合同で特許権譲渡を出願。こうして1921年（大正10年）3月31日、人車軌道は佐々木保蔵・長島金夫に30,000円で譲渡された。なお、同年7月ごろに佐々木は軌道経営から手を引き、10月14日に軌道は長島金夫単独名義に変更となった。さらに同年の11月20日、大原町の金物屋であった土屋弁次郎を社長、長島を取締役として夷隅軌道が創立される。大口株主には大原運輸倉庫の関係者が多く、大原運輸倉庫の子会社といった体であった。そして翌1922年（大正11年）2月20日、長島から夷隅軌道へ経営が譲渡された。
夷隅軌道となって手始めに行なわれたことは、動力の変更である。動力に関しては、1919年に佐々木が提出した払い下げ申請書の時点で「将来自働式ニ改造シ」という文言が存在している（なお、これは「蒸気機関車が大いに巾をきかせていた時代に、気動車の有望性を見抜いていた事実は特筆されてよいだろう」と評されている）など、軌道にとっては長く宿願であった。ともあれ、3月13日に、人力からガソリンへ動力変更申請が行なわれ、9月5日に認可される。このため、9月28日にガソリンカーを購入。人車の運行と並行して試運転を行なった結果、乗客の評判も上々であったが、空車時重量（3,200ポンド≒1451kg）が人車（1,000ポンド≒453kg）の約3倍に達したことからレール・枕木の交換が必要となったため、実際にガソリンカーの営業運転が行なわれるのは1923年（大正12年）2月21日まで待たなければならなかった。
ガソリンカーの運行が行なわれるようになると、人車時代は2時間半かかっていた大原-大多喜間を1時間で結べるようになる （運賃は63銭）。これに伴い乗客数も、人車時代は毎年30,000人前後で推移していたのが60,000人を超えるほどに増加し、軌道は千葉県営時代からを含めて初めてとなる黒字を計上した。しかし、こうして経営が順調になっていった矢先の1925年（大正14年）に、木更津 - 大多喜 - 大原を結ぶ国鉄木原線の着工が決定する。木原線の工事にあたって夷隅軌道の運行に支障が出ることや、木原線が開通すれば経営が成り立たなくなることが予想されたことから、夷隅軌道経営陣は木原線の工事資材運搬用としての買収を国に申請する。これが受理されたことから、1927年（昭和2年）8月31日限りで全線が廃止され、9月18日に会社も解散した。買収金額は85,000円であった。
その後、1930年（昭和5年）4月1日に木原線大原 - 大多喜間が開通。同区間を35分・25銭で結んだ。

### 年表
- 1911年（明治44年）7月15日 千葉県が大原-大多喜間の特許取得
- 1912年（大正元年）12月15日 千葉県営大原大多喜人車軌道開業
- 1916年（大正5年）9月 増田橋が豪雨により流失
- 1919年（大正8年）11月 佐々木保蔵が払い下げを申請
- 1920年（大正9年）4月1日 佐々木保蔵に無償貸付
- 1921年（大正10年）3月31日 佐々木保蔵・長島金夫軌道による運営開始[17]
- 1921年（大正10年）10月14日 長島金夫軌道に名義変更
- 1921年（大正10年）11月20日 夷隅軌道創立[18][19]
- 1922年（大正11年）2月20日 夷隅軌道による運営開始[17]
- 1922年（大正11年）3月13日 人力からガソリンへ動力変更申請
- 1922年（大正11年）9月28日 気動車を購入。それに伴う軌道工事開始
- 1923年（大正12年）2月21日 気動車による運行開始
- 1925年（大正14年） 木原線の建設が決定
- 1926年（大正15年）1月9日 鉄道省線との連帯運輸開始。それに伴い、苅谷・大多喜をそれぞれ上総苅谷・上総大多喜に改称
- 1927年（昭和2年）9月1日 営業廃止[20]
- 1927年（昭和2年）9月18日 会社解散

## 路線データ
- 路線距離（営業キロ）：約15.5km（9マイル52チェーン）
  - うち併用軌道：約10.4km（6マイル36チェーン）
- 軌間：610mm
- 駅数：7駅（起終点駅含む）
- 複線区間：なし（全線単線）
- 電化区間：なし（全線非電化）

## 運行形態
人車時代は、速度が時速8マイル（約13km）を超えないように制限されており、大原 - 大多喜間を約2時間30分で結んだ。本数は、年度によって多少増減するが、旅客8往復、貨物4往復程度が運行されていた。
ガソリンカーが走るようになってからは、大原発6時30分の始発から20時15分発の終発まで2時間おきに1日8往復が運行され、同区間を1時間で結んだ。人車時代の客車・貨車は補強された上で連結器が新設され、ガソリンカーに牽かれる形で使用された。列車はすべて貨客混合だったと言われている。

## 輸送実績
| 年度               | 乗客数（人） | 貨物量（トン） | 経営名義                      |
| ------------------ | ------------ | -------------- | ----------------------------- |
| 1912年（大正元年） | 7,613        | 723            | 千葉県営                      |
| 1913年（大正2年）  | 34,818       | 1,303          | 千葉県営                      |
| 1914年（大正3年）  | 27,251       | 1,963          | 千葉県営                      |
| 1915年（大正4年）  | 31,478       | 923            | 千葉県営                      |
| 1916年（大正5年）  | 27,816       | 1,383          | 千葉県営                      |
| 1917年（大正6年）  | 32,469       | 1,247          | 千葉県営                      |
| 1918年（大正7年）  | 35,716       | 1,092          | 千葉県営                      |
| 1919年（大正8年）  | 35,890       | 1,507          | 千葉県営                      |
| 1920年（大正9年）  | 35,410       | 898            | 佐々木保蔵                    |
| 1921年（大正10年） | 19,254       | 357            | 佐々木保蔵・長島金夫/長島金夫 |
| 1922年（大正11年） | 13,328       | 262            | 夷隅軌道                      |
| 1923年（大正12年） | 52,600       | 870            | 夷隅軌道                      |
| 1924年（大正13年） | 62,724       | 875            | 夷隅軌道                      |
| 1925年（大正14年） | 61,466       | 896            | 夷隅軌道                      |
| 1926年（昭和元年） | 59,162       | 記録なし       | 夷隅軌道                      |
| 1927年（昭和2年）  | 32,534       | 記録なし       | 夷隅軌道                      |
| 木原線（参考）     |              |                |                               |
| 1930年（昭和5年）  | 261,323      | 8,213          |                               |

『鉄道院年報』『鉄道院鉄道統計資料』に依る。

## 駅一覧
大原 - 新田 - （七曲待避所） - 山田 - （新田野待避所） - 苅谷（上総苅谷） - 引田 - 増田 - 大多喜（上総大多喜）
大原・山田・苅谷・大多喜は停車場であり、荷扱いの引き込み線が設けられていた。特に大原は車庫・事務所も併設されており、軌道運営の拠点であった。それに対し新田・引田・増田は停留所で、待避線と若干の建物が2坪半程度の敷地に収まっているだけの簡単なものであった。
なお、大多喜停車場は現在のいすみ鉄道大多喜駅とは異なり、夷隅川の右岸に位置していた。

## 車両

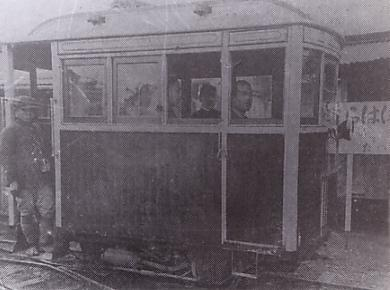
夷隅軌道時代に使用されたガソリンカー

開業時には客車（人車）12両、貨車24両が存在した。客車は、定員8名で信号用のラッパ1個を備えており、1両につき2人の人車夫がこれを押した。貨車は1両につき1人の人車夫が押す無蓋車であり、多客時にはゴザを敷いて客車の代用としても使われた。1913年（大正2年）には乗客の少ないときに使用する目的で、4人乗りの小型客車が10両増備されている。これは1両につき1人の人車夫が押した。
1922年（大正11年）からは単端式ガソリンカーが使用されている。これは、日本における内燃動車の導入例としては好間軌道・五城目軌道・仙台軌道・札幌軌道に次ぐ5番目のものであった。機関は20馬力4気筒であり、日本製内燃動車としては初めて空気ブレーキを装備していた。定員は公式には10人であったが、実際には9人であり、これは日本最小の気動車ではないかとも推測されている。当初ガソリンカーは1両のみであったが、1923年（大正12年）に2両が増備され、1925年（大正14年）にはさらに1両が増備された。4両中3両は日本鉄道事業製であり、最後に増備された1両のみ鉄道自動車製作所製（ただし、このメーカーについては他に記録がなく、誤りではないかともみられている）である。
夷隅軌道廃止後、ガソリンカーは宇都宮石材軌道に譲渡されたが、同線の旅客営業廃止後の消息は不明。

## 復元車両
2012年に当路線の開業100周年を記念して当時の車両が復元された。復元車両はいすみ鉄道いすみ線の大多喜駅に静態保存されており、将来的には軌道を敷設して動態保存することを目指している。